# بيفيرلي جاكوبس
بيفيرلي جاكوبس هي محامية كندية، ولدت في القرن العشرين.